# Лима и Силва, Луис Алвес ди
Луи́с А́лвес ди Ли́ма и Си́лва, герцог Каши́ас (порт. Luís Alves de Lima e Silva, Duque de Caxias; 25 августа 1803 — 7 мая 1880) — бразильский маршал (с 1869), премьер-министр (1857, 1861—1862, 1875—1878).

## Биография
Сделал карьеру на подавлении антиправительственных восстаний. В 1840 году назначен президентом провинции Мараньян и руководил подавлением народного восстания «Балаяда». В 1841 году получил титул барона (с 1869 года герцог). В 1842 году подавлял восстания либералов в провинциях Сан-Паулу и Минас-Жерайс, затем возглавил боевые действия против республиканского восстания Фаррапус.
В 1851—1852 годах в качестве главнокомандующего бразильской армией с большим успехом действовал против аргентинского диктатора Росаса.
В 1857 и 1861—1862 годах был военным министром и главой кабинета; в 1867 году в войне с Парагваем ему было вверено главное командование над соединёнными войсками Бразилии, Аргентины и Уругвая. В 1869 году Кашиас занял столицу Парагвая Асунсьон, но после этого под предлогом болезни должен был передать главное начальство графу д’Э, зятю бразильского императора.
В 1875—1878 годах снова был военным министром и главой кабинета.

## Награды
- Бразилия:
  - Большой крест ордена Розы
  - Большой крест ордена Педру I (1868)
  - Большой крест ордена Южного Креста
  - Большой крест ордена Святого Бенедикта Ависского
- Португалия:
  - Большой крест ордена Непорочного зачатия Девы Марии Вилла-Викозской

## Память
- Изображён на 100 крузейро 1981—1984 гг.

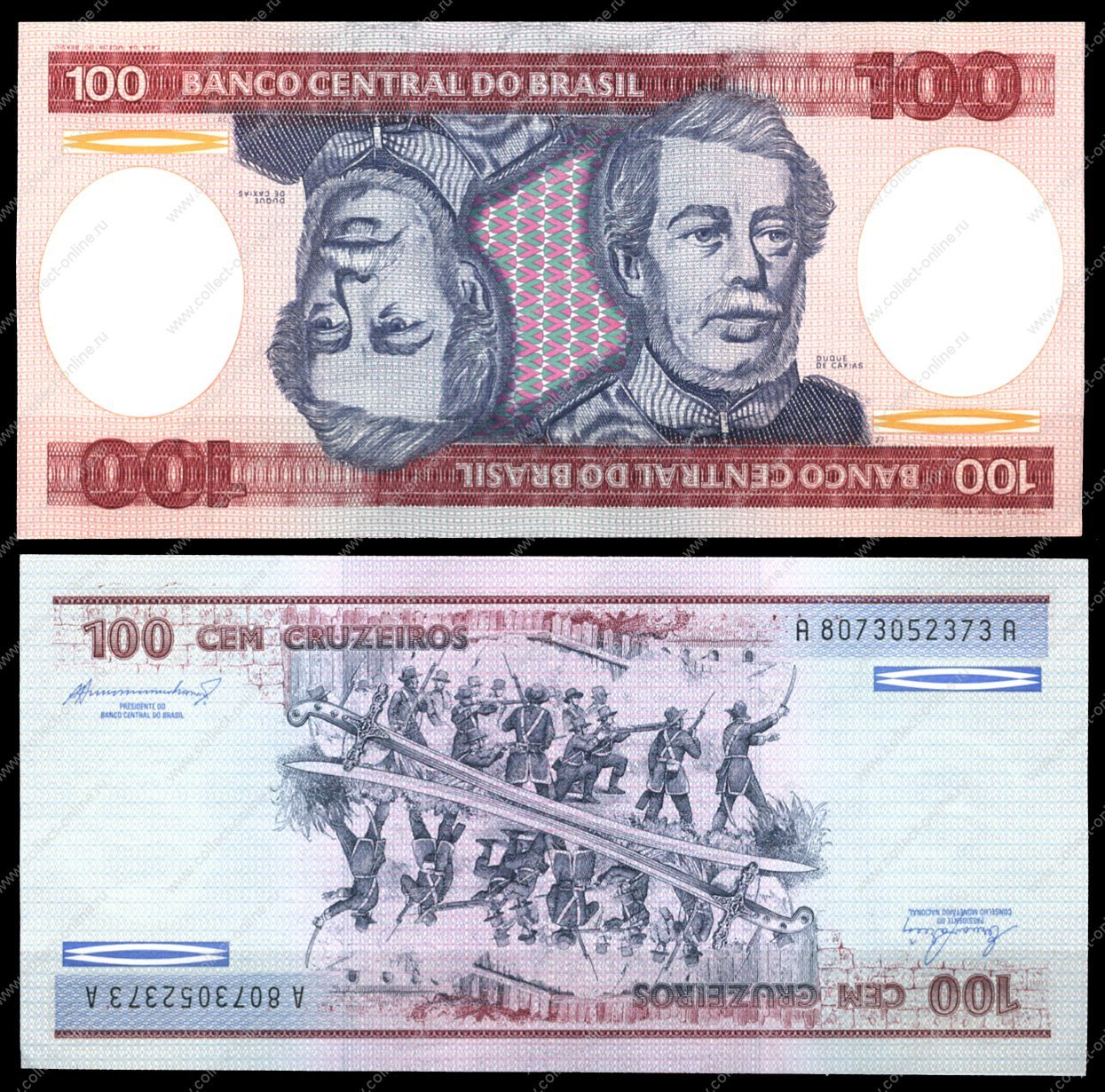
100 крузейро 1981-1984 гг. Бразилия.
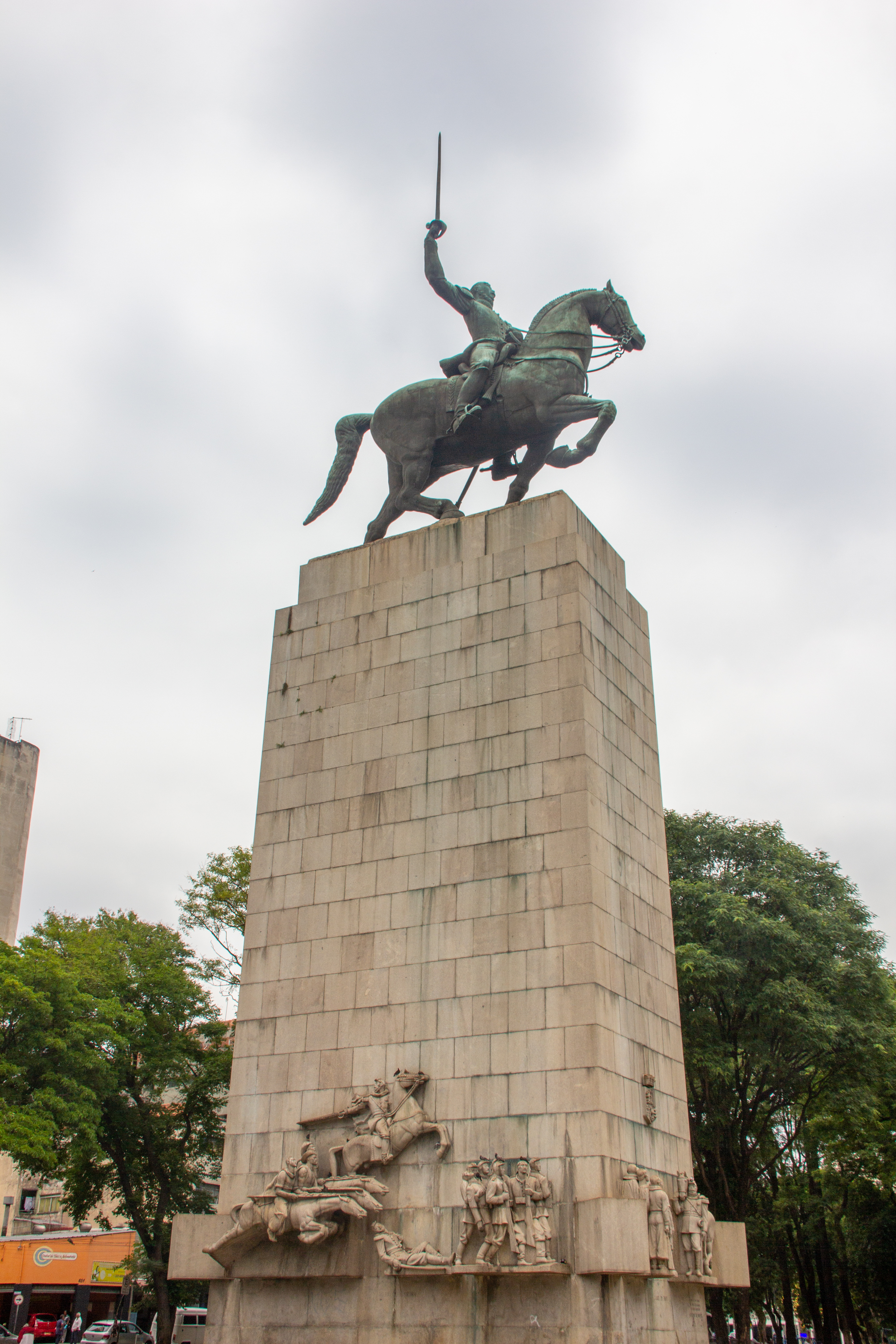
Памятник работы Виктора Бречерета
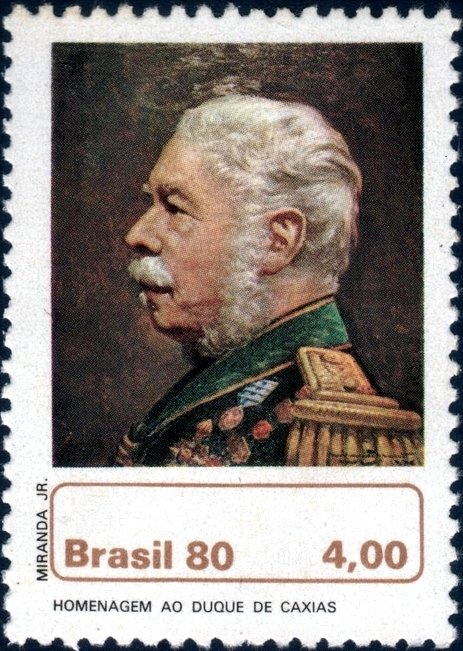
На почтовой марке Бразилии. 1980